# Prachovice (stacja kolejowa)
Prachovice – stacja kolejowa w miejscowości Prachovice, w kraju pardubickim, w Czechach Znajduje się na wysokości 425 m n.p.m.
Na stacji nie ma możliwości zakupu i rezerwacji miejsc, a obsługa podróżnych odbywa się w pociągu.

## Linie kolejowe
- 015 Přelouč - Prachovice